# Половрак
Половрак е връх в Лозенска планина, която е дял от Средна гора, висок 1182 м. Името му е дадено от древните траки и означава Орлов поглед, Орлов взор. Върхът е конусовиден. От него се виждат София, Стара планина, Витоша, Рила, язовир Искър и село Лозен. Под върха се намира Лозенският манастир „Свети Спас“, един от манастирите от така наречената Софийска Света гора.
В североизточното подножие на върха има гроб на незнаен четник от Хвърковатата чета на Георги Бенковски.
- Галерия снимки
- Връх Половрак и западната част от Лозенска планина, на фона на Витоша
- Гробът на незнайния четник
- Поглед към Софийското поле от връх Половрак
- Панорама от връх Половрак – Лозенска планина – 01.07.2018 г.

## Други
На Половрак е наречена улица „Пеловраг“ в квартал „Лозенец“ в София (Карта).